# إرنست أمهور
إرنست أمهور (بالفرنسية: Ernst Umhauer) هو ممثل فرنسي، ولد في 2 ديسمبر 1989 في فرنسا. من الجوائز التي نالها Lumière Award for Best Male Revelation ‏ سنة 2013.

## أعمال

### أفلام
- (2012) في المنزل[4]

## جوائز
- Lumière Award for Best Male Revelation [الإنجليزية]‏ (2013)

## وصلات خارجية
- إرنست أمهور على موقع IMDb (الإنجليزية)
- إرنست أمهور على موقع ألو سيني (الفرنسية)
- إرنست أمهور على موقع قاعدة بيانات الأفلام السويدية (السويدية)
- إرنست أمهور على موقع قاعدة بيانات الفيلم (الإنجليزية)
- إرنست أمهور على موقع كينوبويسك (الروسية)